# Mark Satin
Mark Ivor Satin (nacido el 16 de noviembre de 1946) es un teórico político, autor y editor de periódicos estadounidense. Es conocido por su contribución al desarrollo y la difusión de tres perspectivas políticas: el neopacifismo en la década de 1960, la política de la Nueva Era en las décadas de 1970 y 1980, y el centrismo radical en los años 1990 y 2000. El trabajo de Satin a veces se ve como una construcción hacia una nueva ideología política, y luego a menudo se llama "transformacional", "post-liberal", o "post-marxista". Un historiador llama a la escritura de Satin "post-hip".
Después de emigrar a Canadá a los 20 años para evitar ser parte de la Guerra de Vietnam, Satin cofundó el Programa antidrogas de Toronto, que ayudó a traer a los resistentes estadounidenses de la guerra a Canadá. También escribió el Manual para Inmigrantes en Edad de Reclutamiento a Canadá (1968), que vendió casi 100.000 copias. Después de un período que la autora Marilyn Ferguson describe como el "experimento antiabición" de Satin, escribió La Política de la Nueva Era (1978), que identifica una "tercera fuerza" emergente en América del Norte que persigue objetivos como la vida simple, el descentralismo y la responsabilidad global. Satin difundió sus ideas al cofundar una organización política estadounidense, la New World Alliance, y al publicar un boletín político internacional, New Options. También co-redactó la declaración fundamental del Partido Verde de los EE. UU., "Diez valores clave".
Después de un período de desilusión política, dedicado principalmente a la escuela de leyes y la práctica de derecho comercial, Satin lanzó un nuevo boletín político y escribió un libro, Radical Middle (2004). Ambos proyectos criticaron el partidismo político y buscaron promover el aprendizaje mutuo y la síntesis innovadora de políticas a través de las divisiones sociales y culturales. En una entrevista, Satin contrasta el viejo eslogan radical "Atrévete a luchar, atrévete a ganar" con su versión radical-media, "Atrévete a sintetizar, atrévete a asimilarlo todo".
Satin ha sido descrito como "colorido" e "intenso", y todas sus iniciativas han sido controvertidas. Muchos en el movimiento contra la guerra de Vietnam se opusieron a oponer resistencia a la guerra a Canadá. La Política de la Nueva Era no fue bien recibida por muchos en la izquierda o la derecha tradicionales, y Radical Middle consternó a un segmento aún más amplio de la comunidad política estadounidense. Incluso la vida personal de Satin ha generado controversia.

## Primeros años
Muchos radicales estadounidenses de mediados de la década de 1960 vinieron de ciudades pequeñas en el Medio Oeste y el Suroeste, de la misma forma, Satin: creció en Moorhead, Minnesota, y Wichita Falls, Texas. Su padre, que vio combate en la Segunda Guerra Mundial, era profesor universitario y autor de un libro de texto de la época de la Guerra Fría sobre la civilización occidental. Su madre era ama de casa.
En su juventud, Satin era inquieto y rebelde, y su comportamiento no cambió después de irse a la universidad. A principios de 1965, a la edad de 18 años, abandonó la Universidad de Illinois para trabajar con el Comité de Coordinación No Violenta de Estudiantes en Holly Springs, Misisipi. Más tarde ese año, le dijeron que abandonara la Midwestern State University, en Texas, por negarse a firmar un juramento de lealtad a la Constitución de los Estados Unidos. En 1966 se convirtió en presidente de un capítulo de Students for a Democratic Society en la Universidad Estatal de Nueva York en Binghamton, y ayudó a reclutar a casi el 20% del alumnado para unirse. Un año más tarde abandonó, y luego emigró a Canadá para evitar servir en la Guerra de Vietnam.
Justo antes de que Satin fuera a Canadá, su padre le dijo que estaba tratando de autodestruirse. Su madre le dijo al Ladies' Home Journal que no podía aprobar las acciones de su hijo. Satin dice que llegó a Canadá sintiéndose desconcertado y sin apoyo. Según informes de prensa, muchos resistentes de la guerra de Vietnam llegaron sintiéndose de la misma manera.

## Neopacifismo, 1960s

### Programa Anti-Draft de Toronto
Cuando comenzó 1967 muchos pacifistas y radicales estadounidenses no miraron favorablemente la emigración a Canadá como un medio para resistir la Guerra de Vietnam. Para algunos esto reflejaba una convicción central de que la resistencia efectiva a la guerra requiere autosacrificio. Para otros era una cuestión de estrategia: se decía que la emigración era menos útil que ir a la cárcel o abandonar el ejército, o se decía que contribuía a la guerra desviando a la oposición. Al principio, Estudiantes para una Sociedad Democrática y muchos Quakers del proyecto cuáquero se opusieron a promover la alternativa canadiense y el grupo asesor más grande de Canadá, el Programa Anti-Draft de la Unión de Estudiantes para la Acción por la Paz (SUPA), cuya junta consistía en su mayoría de cuáqueros y radicales, era comprensivo con tales llamadas a la prudencia. En enero de 1967, su portavoz advirtió a un público estadounidense que la inmigración era difícil y que el Programa no estaba dispuesto a actuar como "niñeras" para los estadounidenses después de su llegada. Agregó que estaba cansado de hablar con la prensa.

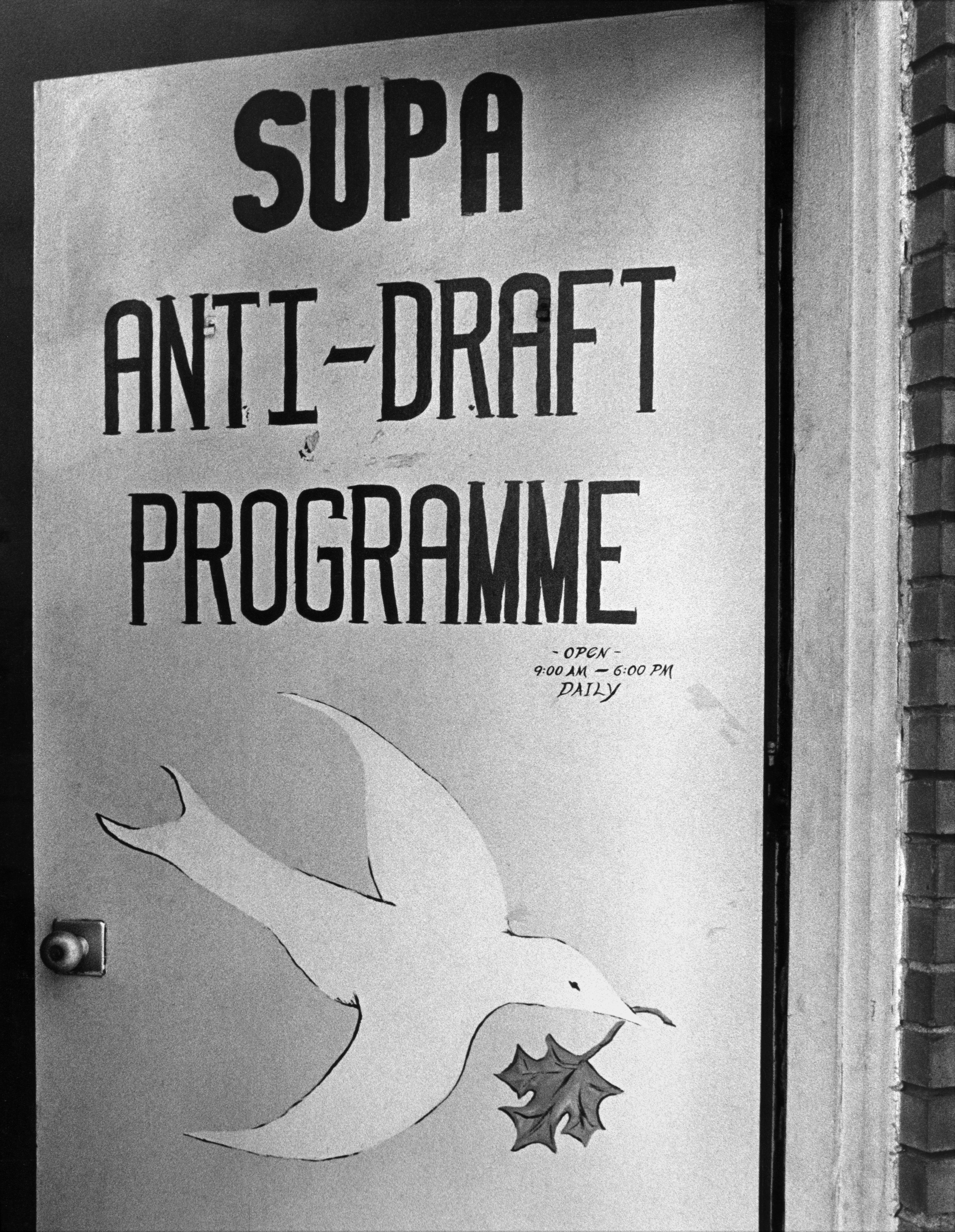
La puerta de la calle "amarillo soleado" a la oficina de Satin en la concurrida Avenida Spadina en Toronto, agosto de 1967. (Foto de John F. Phillips.)

Cuando Mark Satin fue contratado como director del Programa en abril de 1967, intentó cambiar su cultura. También intentó cambiar la actitud del movimiento de resistencia de guerra hacia la emigración. Sus esfuerzos continuaron luego del colapso del SUPA y cofundó el Programa Anti-Draft de Toronto, con la misma junta de directores en gran medida, en octubre de 1967. En lugar de alabar el autosacrificio, enfatizó la importancia de la autopreservación y el autodesarrollo para cambio social. En lugar de simpatizar con las preocupaciones estratégicas de los pacifistas y los radicales, los refutó y dijo al New York Times que la emigración masiva de estadounidenses en edad de reclutamiento podría ayudar a terminar la guerra y decirle a otro periodista que ir a la cárcel era una mala relación pública.
Donde el Programa una vez publicitó las dificultades de la inmigración, Satin enfatizó la competencia de su borrador de la operación de asesoramiento, e incluso habló de dar dinero en efectivo a los inmigrantes que no tenían fondos. En lugar de negarse a "cuidar" a los estadounidenses después de su llegada, Satin hizo de la asistencia posterior a la emigración una prioridad. La oficina pronto lució muebles cómodos, un plato caliente y comida gratis; en unos pocos meses, 200 torontonianos habían abierto sus casas a los resistentes a la guerra y se había establecido un servicio de búsqueda de empleo. Finalmente, en lugar de expresar indiferencia hacia los periodistas, Satin los cortejó, y muchos respondieron, comenzando con un artículo de mayo de 1967 en The New York Times Magazine que incluía una gran imagen de Satin asesorando a los resistentes de la Guerra de Vietnam en la oficina reformada. Parte de la publicidad se centró tanto en Satin como en su causa. Según el historiador Pierre Berton, Satin era tan visible que se convirtió en el portavoz no oficial de los resistentes a la guerra en Canadá.
Satin se definió a sí mismo como neopacifista o casi pacifista: flexible, conocedor de los medios y emprendedor. Le dijo a un periodista que podría haber luchado contra Hitler. Él no estaba necesariamente en contra del draft de soldados, diciendo a los periodistas que lo apoyaría para un ejército defensivo o para ayudar a eliminar la pobreza, el analfabetismo y la discriminación racial. Evitó el marco intelectual del pacifismo tradicional y el socialismo. A veces hablaba con emoción, como cuando describió a los Estados Unidos en la revista The New York Times Magazine como "un país horrible y enfermo, ¿podría haber algo peor?" A veces hablaba poéticamente, como cuando le dijo al autor, Jules Witcover: "Hace más frío aquí, pero te sientes afectuoso porque sabes que no estás tratando de matar gente". En lugar de identificarse con los pacifistas más antiguos, se identificó con un personaje de 17 años de la pluma de J. D. Salinger: "Yo era Holden Caulfield", dijo en 2008, "simplemente de pie y atrapando el centeno".
Los resultados del enfoque de Satin fueron notables: el programa pasó de promediar menos de tres visitantes, cartas y llamadas telefónicas por día justo antes de su llegada, a un promedio de 50 por día nueve meses después. Además, el movimiento antiguerra estadounidense se hizo más receptivo a la emigración a Canadá; por ejemplo, la autora Myra MacPherson informa que se podía obtener el Manual de Satin para Inmigrantes en Edad de Reclutamiento en Canadá en todas las oficinas de asesoramiento en Estados Unidos. Sin embargo, el enfoque de Satin era angustiante para los pacifistas tradicionales y los socialistas en la junta del Programa. La junta chocó con Satin sobre al menos 10 problemas políticos, estratégicos y de rendimiento. El más intratable puede haber estado en la medida de la publicidad. También hubo preocupaciones sobre los problemas personales de Satin; por ejemplo, un opositor de la guerra dice haberle oído decir: "El anonimato me mataría". En mayo de 1968, la junta finalmente lo despidió.

### Manual para Inmigrantes en Edad de Reclutamiento en Canadá

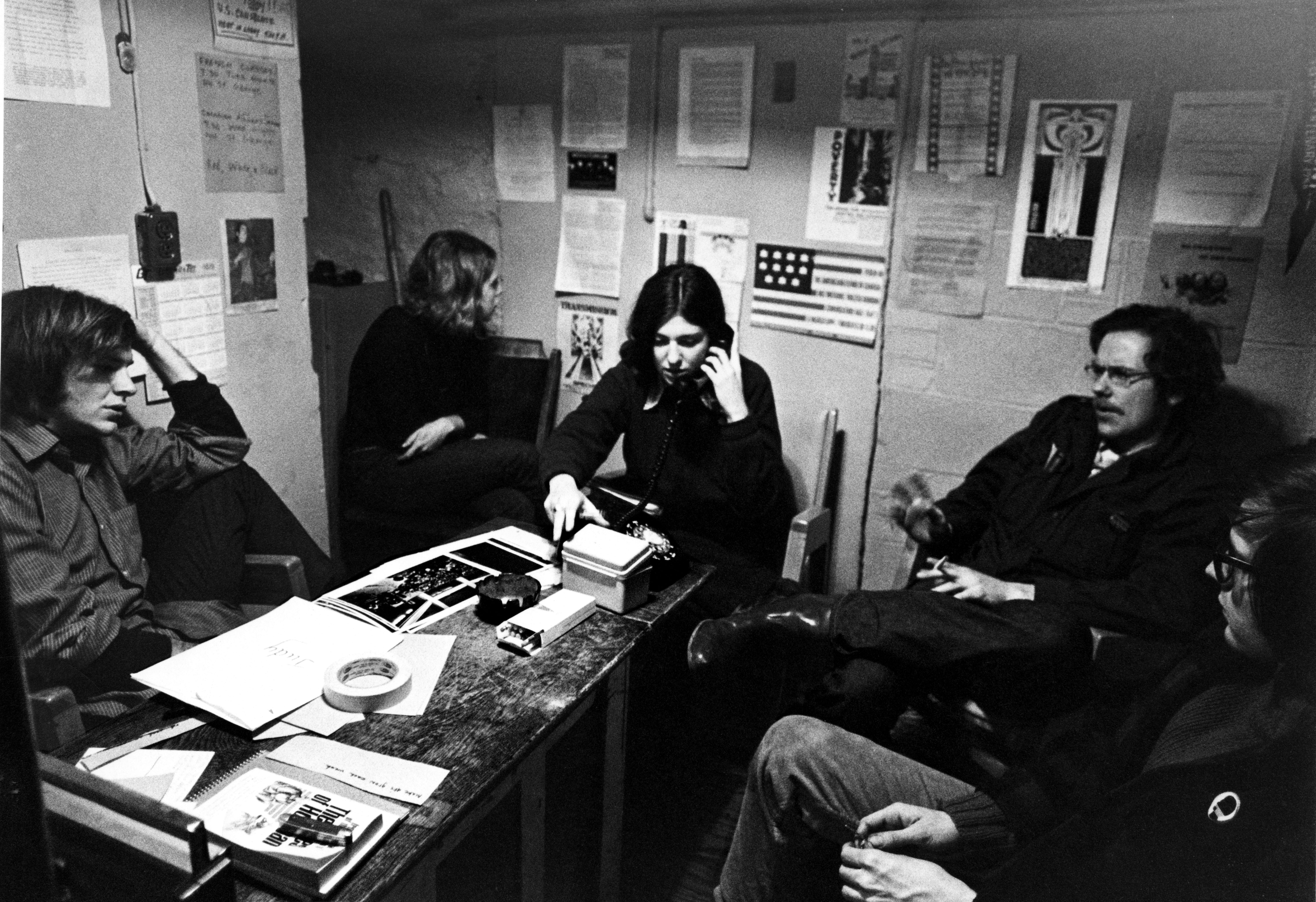
Satin (izquierda) asesorando a los estadounidenses en edad de reclutamiento en Toronto, agosto de 1967. Hasta que se publicó el Manual, las sesiones de asesoramiento podían llevar horas. (Foto de Laura Jones.)

Antes de despedir a Satin, concibió, escribió y editó capítulos para el Manual para Inmigrantes en Edad de Reclutamiento en Canadá, publicado en enero de 1968 por la House of Anansi Press en asociación con el Programa Antisarro de Toronto. El Programa ya había publicado folletos sobre emigración, incluida una versión de 12 páginas bajo la supervisión de Satin, pero el Manual era diferente, un libro completo de 45,000 palabras, y rápidamente se convirtió en un "superventas subterráneo". Muchos años después, los periódicos de Toronto informaron que se habían vendido casi 100.000 copias del Manual. Un periodista lo llama el "primer bestseller totalmente publicado en Canadá en los Estados Unidos".
Inicialmente, el Programa dudaba acerca de producir el Manual, que prometía atraer aún más opositores a la guerra y publicidad. "El consejo ni siquiera quería que lo escribiera", dice Satin. "Lo escribí por la noche, en la oficina de SUPA, tres o cuatro noches a la semana después de aconsejar a chicos y chicas durante 8 a 10 horas por día: lo llevé a cabo en varios borradores durante varios meses en la antigua máquina de escribir Underwood de SUPA". Cuando finalmente apareció, algunas publicaciones periódicas líderes ayudaron a ponerlo en el mapa. Por ejemplo, The New York Review of Books lo llamó "útil", y The New York Times dijo que contiene consejos sobre todo, desde cómo calificar como inmigrante a empleos, vivienda, escuelas, política, cultura e incluso la nieve. Después de la guerra, el sociólogo John Hagan descubrió que más de un tercio de los jóvenes emigrantes estadounidenses a Canadá habían leído el Manual mientras aún se encontraban en los Estados Unidos, y casi otro cuarto lo obtuvo después de su llegada.

El Manual reflejaba la política neopacifista de Satin. Los comentaristas rutinariamente lo caracterizaron como cáustico, responsable y comprensivo. La primera parte del Manual, sobre la emigración, sugiere que la autopreservación es más importante que el sacrificio a una causa dudosa. La segunda mitad, en Canadá, destaca oportunidades para el autodesarrollo y la innovación social. Según el historiador social canadiense David Churchill, el Manual ayudó a algunos canadienses a ver a Toronto como socialmente inclusivo, políticamente progresivo y contracultural.
Inevitablemente, el Manual se convirtió en un pararrayos de controversia. Algunos observadores discreparon con su perspectiva sobre Canadá; más notablemente, The Cambridge Companion to Canadian Literature critica su "tono condescendiente" al describir los recursos de Canadá. Los elementos en los gobiernos de EE. UU. Y Canadá pueden haberse alterado por el Manual. Según la periodista Lynn Coady, el FBI y la Real Policía Montada de Canadá (RCMP) intentaron interceptar las oficinas de House of Anansi Press. Además, el cofundador de Anansi, Dave Godfrey, está convencido de que una auditoría gubernamental de 10 días de la prensa fue generada por las preocupaciones del FBI-RCMP. Muchas personas no querían que el Programa aliente a los estadounidenses elegibles para emigrar a emigrar a Canadá, y Satin denegó rutinariamente que el Manual fomentara la emigración. Pero pocos observadores le creyeron, y otros hasta más tarde. La primera oración de un artículo en The New York Times de 1968 describe el Manual como "una apuesta importante para alentar a los estadounidenses a evadir el reclutamiento militar". El ensayista canadiense Robert Fulford recuerda que el Manual ofrece una bienvenida entusiasta a los borradores del draft. Incluso una antología de House of Anansi Press de 2007 reconoce que el Manual está "tímidamente titulado".
Satin fue despedido del Programa poco después de la aparición de la segunda edición del Manual, que tenía una tirada de 20,000 ejemplares. Su nombre fue eliminado de la página de título de la mayoría de las ediciones posteriores. De acuerdo con un estudio del Manual realizado por el crítico Joseph Jones en Canadian Notes & Queries, una revista literaria, algunas ediciones posteriores experimentaron una caída en la calidad. Sin embargo, Jones dice que el Manual se erige como un icono de su tiempo. Hizo apariciones significativas en al menos cinco novelas del siglo XX, incluida A Prayer for Owen Meany, de John Irving, y continúa siendo examinada por periodistas, historiadores, científicos sociales, escritores creativos, estrategas de movimientos sociales y estudiantes de posgrado. En 2017, el Manual fue relanzado como un "clásico" canadiense por el editor original, con una introducción del historiador canadiense James Laxer y un epílogo políticamente cargado por Satin, que entonces cumplía 70 años.

### Confesiones de un Joven Exilio

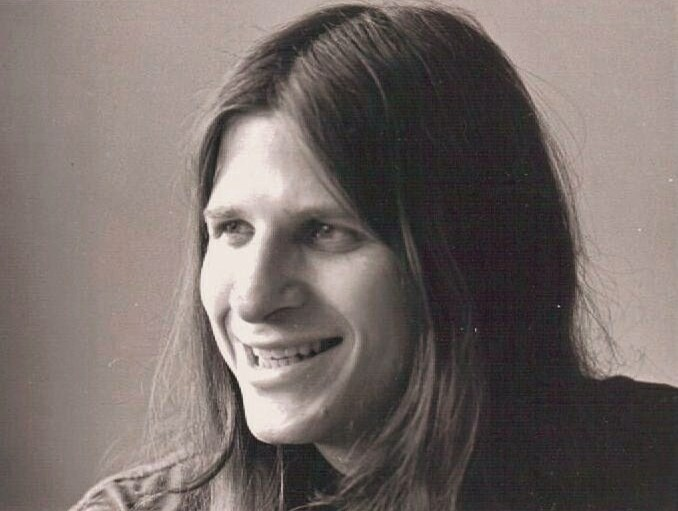
Satin trabajando en sus libros Confessions of a Young Exile y New Age Politics en 1975

Hasta la década de 1990, dice el crítico literario William Zinsser, los escritores de memorias tendían a ocultar sus recuerdos más personales y embarazosos. En la década de 1970, Satin escribió un libro que revela muchos recuerdos como un activista neopacifista durante los años 1964-66, Confesiones de un joven exiliado, publicado por Gage, una editorial de Toronto que pronto se fusionaría con Macmillan de Canadá. Confesiones es "un notable ejercicio de autoexposición", dice el dramaturgo John Lazarus al realizar una crítica del libro. "Las ideas sobre los motivos y temores del héroe son tan honestas, y tan mortificantemente ciertas, que pronto se vuelve evidente que el tono (ingenuo) es deliberado".
Para algunos críticos, Satin parece haber tenido un objetivo político: alentar a los activistas a establecer un terreno común con norteamericanos ordinarios sobre la base de la confusión y humanidad de su ser. Por ejemplo, Jackie Hooper, escribiendo en The Province, argumenta que la pureza de los motivos proyectados por muchos activistas pacifistas no es convincente, y recomienda la visión más compleja de Satin: "La emigración de Satin no estaba dictada totalmente por su idealismo. se convenció a sí mismo en posiciones radicales ... como resultado de tratar de impresionar a sus compañeros o a su novia, o rebelarse contra la autoridad parental de la clase media ". Roy MacSkimming editor de libros de Toronto Star, dice que Satin se describió a sí mismo como "idealista" pero también problemático e inseguro, queriendo encajar pero con el anhelo de ser único.
Algunos críticos no fueron entusiastas. Por ejemplo, Dennis Duffy escribiendo en The Globe and Mail, describe las memoria de Satin como una "historia sobre un joven que no crece". Además, el editor de Satin comenzó a tener reservas sobre él. Muchos años después, el Toronto Star informó que el editor decidió no dejar que Satin hiciera publicidad acerca del libro debido a sus puntos de vista potencialmente ofensivos.
En el siglo XXI, Confesiones fue discutido por la crítica literaria Rachel Adams en el Yale Journal of Criticism y Robert McGill en su libro War Is Here. Ambos se sintieron atraídos por el texto de Satin debido a su interés en la figura del "evasor del draft" en la literatura, y ambos describen el viaje de Satin de Moorhead a Canadá como políticamente complejo y sexualmente cargado.

## New Age Politics (Políticas de Nueva Era), 1970s - 1980s

### New Age Politics,el libro
Cuando comenzó la década de 1970, la Nueva Izquierda se desvaneció y muchos movimientos surgieron a su paso, entre ellos el feminista, liberación de los hombres, espiritual, potencial humano, ecología, la tecnología apropiada, la comunidad intencional y los movimientos holísticos de salud. Después de graduarse de la Universidad de Columbia Británica en 1972, Satin se sumergió en todos estos movimientos, de forma directa o como reportero de la prensa clandestina de Canadá. También tomó residencia en una comuna de amor libre. "Un feroz día de invierno", dice, "... me di cuenta que las ideas y las energías de los diversos movimientos 'marginales' (estaban) comenzando a generar una nueva política coherente. Pero busqué en vano a la gente y grupos que expresaban esa nueva política (en lugar de meras partes y piezas de ella) ". Satin se propuso escribir un libro que expresara la nueva política en todas sus dimensiones. Escribió, diseñó, compuso e imprimió la primera edición del New Age Politics (Politicas de Nueva Era) él mismo en 1976. Una edición de 240 páginas fue publicada por Vancouver Whitecap Books en 1978, y una edición de 349 páginas por Dell Publishing Company en Nueva York en 1979. Ahora se lo considera ampliamente como el "primer", "más ambicioso" o "más adecuado" intento de ofrecer una visión sistémica de la nueva política postsocialista que surgió a raíz de la Nueva Izquierda. Algunos académicos dicen que ofrece una nueva ideología.
En el corazón de New Age Politics hay una crítica hacia la conciencia que todos supuestamente compartimos, una "prisión de seis lados" que nos ha mantenido a todos atrapados durante cientos de años. Se dice que los seis lados de la "prisión" son: actitudes patriarcales, egocentrismo, visión única científica, la mentalidad burocrática, el nacionalismo (xenofobia) y la "perspectiva de la gran ciudad" (miedo a la naturaleza). Dado que la conciencia, de acuerdo con Satin, determina en última instancia nuestras instituciones, se dice que la conciencia de la prisión es la última responsable de las instituciones "monolíticas" que nos ofrecen poco en el camino de la libertad de elección o conexión con los demás. Algunas instituciones monolíticas representativas son: el gobierno burocrático, los sistemas de transporte centrados en el automóvil, la ley centrada en los abogados, la atención médica centrada en el médico y la espiritualidad centrada en la iglesia.
Para explicar cómo liberarse de la prisión y sus instituciones, Satin desarrolla un análisis de clase "psicocultural" que revela la existencia de clases de "vida", "cosa" y "orientadas a la muerte". Según Satin, los individuos orientados a la vida constituyen una "tercera fuerza" emergente en las naciones postindustriales. La tercera fuerza está generando una conciencia "libre de prisiones" que consiste en actitudes andróginas, espiritualidad, múltiples perspectivas, una mentalidad cooperativa, identidades locales y globales, y una perspectiva ecológica. Para transformar la sociedad penitenciaria, argumenta Satin, la tercera fuerza tendrá que lanzar un "movimiento evolutivo" para reemplazar, o al menos complementar las instituciones monolíticas por las que afirman la vida y las "biolíticas". Algunas instituciones biolíticas representativas son: la democracia deliberativa como alternativa al gobierno burocrático, las bicicletas y el transporte público como alternativa al automóvil privado, y la mediación como alternativa al derecho centrado en los abogados. Según Satin, la tercera fuerza no tendría que derrocar al capitalismo, ya que se dice que la civilización occidental -no el capitalismo- es responsable de la prisión. Pero la tercera fuerza quería fomentar un capitalismo de la Nueva Era sin prisión a través de una regulación inteligente y la eliminación de todos los subsidios.
La reacción a New Age Politics fue, y continúa siendo, altamente polarizada. Muchos de los movimientos que Satin utilizó para construir su síntesis lo recibieron favorablemente, aunque algunos se quejaron del título. Algunos liberales inconformistas y libertarios se sienten atraídos por el libro. Finalmente se publicó en Suecia y Alemania, y los pensadores políticos europeos de la Nueva Era llegaron a verlo como un precursor de su propio trabajo. Otros lo ven como proto-verde. Sin embargo, desde su primera aparición y hasta el siglo XXI, New Age Politics ha sido blanco de críticas para dos grupos en los Estados Unidos: cristianos conservadores e intelectuales de izquierda.
Entre los cristianos conservadores, hay objeciones culturales, políticas y morales. La abogada Constance Cumbey advierte que el libro puede ser "seductor" para aquellos que carecen de una educación bíblica adecuada. Los teólogos Tim LaHaye y Ron Rhodes están convencidos de que Satin quiere un gobierno mundial centralizado y coercitivo. El filósofo moral Douglas Groothuis dice que la visión de Satin es poco sólida ya que carece de un estándar absoluto de bien y mal. Entre los académicos de izquierda, la crítica se centra en las bases teóricas de Satin. El politólogo Michael Cummings discrepa sobre la idea de que la conciencia es en última instancia determinsante. Una larga crítica sistémica de New Age Politics de la profesora de estudios de comunicación Dana L. Cloud, lo acusa de emplear una "retórica terapéutica generada para consolar a los activistas después del fracaso de los movimientos revolucionarios posteriores a 1968 y para legitimar la participación en la política liberal" .

### Organizando la Alianza del Nuevo Mundo

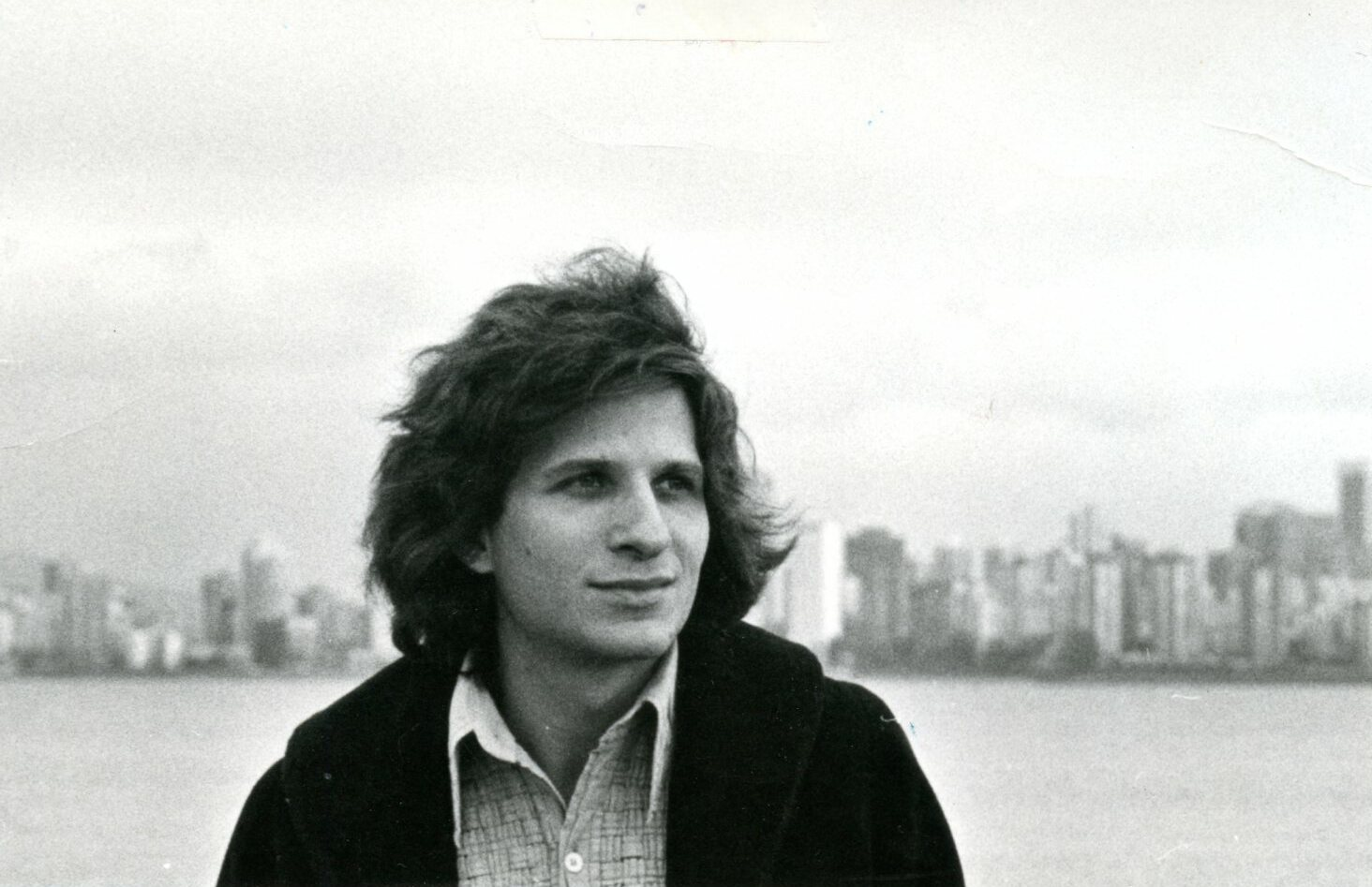
Satin al comienzo de su gira de "networking", 1978. (Foto de Erich Hoyt.)

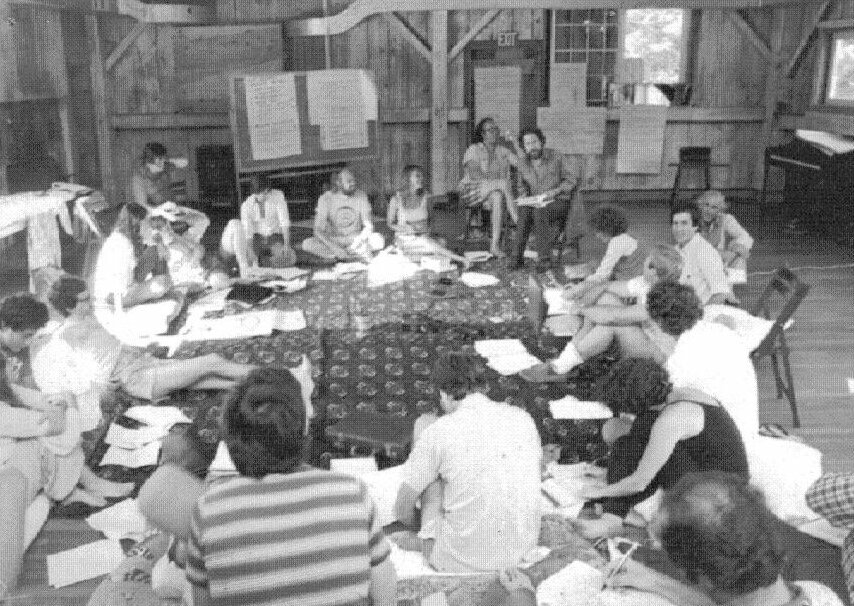
El consejo de gobierno de la Alianza del Nuevo Mundo se reúne en una logia en el estado de Nueva York, 1980.

Después de que el presidente de los Estados Unidos, Jimmy Carter, perdonó a los resistentes de la guerra de Vietnam en 1977, Satin comenzó a dar charlas sobre New Age Politics en los Estados Unidos. Su primera charla recibió una gran ovación, y lloró. Cada charla parecía hacerle firmar por dos o tres más, y "la respuesta en las reuniones de New Age, eventos comunitarios, ferias, librerías, salas de estar y campus universitarios" mantuvo a Satin en funcionamiento durante dos años. Para el segundo año comenzó a sentar las bases para la Nueva Alianza Mundial, una organización política nacional con sede en Washington D. C. "Fui sistemáticamente a 24 ciudades y regiones de costa a costa", dijo a los autores del libro Networking. "Me detuve cuando encontré a 500 personas (realizadas) que dijeron responderían un cuestionario ... sobre cómo debería ser una organización política orientada a la Nueva Era: cuál debería ser su política, cuáles deberían ser sus proyectos y cómo sus primeros consejeros deben ser elegidos. "
La Alianza del Nuevo Mundo convocó su primera reunión del "consejo de gobierno" en la ciudad de Nueva York en 1979. El consejo de 39 miembros fue elegido por los propios encuestados de un total de 89 personas que se ofrecieron voluntariamente para estar en la boleta electoral. El científico político Arthur Stein describe el consejo como una colección ecléctica de educadores, feministas, empresarios, futuristas, investigadores y activistas. Una de las metas anunciadas por el consejo fue romper la división entre izquierda y derecha. Otra era ayudar a facilitar una transformación profunda de la sociedad. Satin fue nombrado como "miembro personal" de la Alianza.
Las expectativas eran altas entre los partidarios de una política post-liberal y posmarxista, y el consejo de gobierno inició varios proyectos. Por ejemplo, una serie de "Seminarios de conciencia política" intentó ayudar a los participantes a comprender y aprender a trabajar con sus oponentes políticos. Además, una "Plataforma de Transformación" intentó sintetizar los enfoques izquierdistas y derechistas de docenas de asuntos de política pública. Pero en tres años, la Alianza se vino abajo, incapaz de establecer capítulos estables en las principales ciudades. El autor Jerome Clark sugiere que la causa fue el compromiso de la Alianza para crear consenso en todos sus grupos y proyectos; dentro de unos meses, señala, un miembro se quejaba que la Alianza se había convertido en un "culto de diddler". Otra explicación se centra en el fracaso, o la incapacidad, del proceso hiperdemocrático del cuestionario para seleccionar un consejo de gobierno apropiado.
Satin fue devastado por el declive de la Alianza y se involucró en infelices ataques de crítica pública y autocrítica. "Preferimos ser buenos que hacer el bien", le dijo al editor Kevin Kelly. "Preferiríamos ser puros que maduros. Somos los Perdedores Hermosos". Sin embargo, a medida que pasó el tiempo, la Alianza llegó a ser considerada positivamente por muchos observadores. Por ejemplo, la autora Corinne McLaughlin lo ve como uno de los primeros grupos en ofrecer una agenda para la nueva política transformacional. En un texto académico, el politólogo Stephen Woolpert lo reconoce como un precursor de los partidos verdes de América del Norte.

### BoletínNew Options (Nuevas Opciones)
Después de cuatro o cinco reuniones del consejo de gobierno de la Nueva Alianza Mundial, Satin se cansó de lo que él veía como una retórica vacía, y decidió hacer algo práctico: comenzar un boletín político. Recaudó $ 91,000 para lanzar la empresa de 517 personas que conoció en sus viajes, y en pocos años la incorporó a lo que George Weigel, erudito de los think-tanks describió como "uno de los boletines políticos más candentes de Washington DC ... ha obtenido una buena cantidad de atención nacional, y tal vez incluso alguna influencia, porque autoconscientemente se autodenomina "posliberal". Satin publicó 75 números de New Options de 1984 a 1992, prácticamente medio millón de palabras. Él escribió casi todos los artículos. En 1989, New Options recibió el primer "Premio de Prensa Alternativa por Excelencia General: Mejor Publicación de 10,000 a 30,000 Circulaciones" de Utne Reader. En 1990 The Washington Post identificó a New Options como una de las 10 publicaciones periódicas que encabezan "The Ideology Shuffle". Veinticinco de sus artículos fueron publicados como un libro por una editorial universitaria.
Satin quería que New Options hiciera que la perspectiva visionaria de New Age Politics pareciera pragmática y realizable. También quería que New Options difundiera la ideología política del New Age Politics más efectivamente de lo que lo había hecho la Alianza del Nuevo Mundo. Con ese fin, desafió los puntos de vista tradicionales en todo el espectro político, y amplió el alcance de la política para incluir temas como el amor y las relaciones. En su libro Do You Believe in Magic ?, la crítica cultural Annie Gottlieb dice que New Options ofreció:
un corto curso explosivo sobre la posibilidad política. ... ¿Cuáles son los mejores libros y grupos en el empoderamiento del consumidor (no "protección") y los movimientos de autosuficiencia del barrio? ¿Quién está trabajando en alternativas prácticas, compasivas y populistas al estado de bienestar y al estado de las grandes empresas? ¿Cuál es la mejor manera de reducir el déficit presupuestario? ¿Qué podemos aprender de los movimientos de Sri Lanka Sarvodaya (sobre autoayuda local) y solidaridad Polaca? Cada número presenta ideas, nombres y direcciones, y un fuego cruzado de debate para el lector.
"Creo que la razón por la que funciona New Options es porque tiene un tono particular", le dijo Satin a un reportero. "Es tan idealista como muchos de nosotros en la década de 1960, pero ... sin el infantilismo".
Sin embargo, New Options debía su crecimiento a más que solo contenido y tono. El posicionamiento también fue un factor. El movimiento político de la Nueva Era estaba en su apogeo en la década de 1980 y necesitaba un periódico político. El libro de Satin, New Age Politics había ayudado a definir el movimiento, y el consejo asesor de New Options (una colección de prominentes pensadores post-liberales) otorgó al boletín una mayor credibilidad. Al principio incluía a Lester R. Brown, Ernest Callenbach, Fritjof Capra, Vincent Harding, Willis Harman, Hazel Henderson, Petra Kelly, Amory Lovins, Joanna Macy, Robin Morgan, John Naisbitt, Jeremy Rifkin, Carl Rogers, Theodore Roszak, Kirkpatrick. Sale, Charlene Spretnak, y Robert Theobald, y con el paso de los años añadió figuras como Herman Daly, Marilyn Ferguson, Jane Jacobs, Winona LaDuke y Robert Rodale.
New Options no tuvo éxito en todos los trimestres. Jules Feiffer, por ejemplo, a menudo visto como de izquierda liberal, lo llamó "irritante" y "neo-yuppie". Jason McQuinn, a menudo visto como un radical, se opuso a lo que percibió como su implacable optimismo estadounidense. George Weigel, a menudo visto como un conservador, dijo que consistía en gran parte en un izquierdismo inteligentemente reempaquetado. Satin incluso resultó ser uno de los críticos de su propio boletín. "Podría haber editado nuevas opciones para siempre", escribió en 2004. "Pero, cada vez más, me estaba volviendo insatisfecho con mi política hiper idealista". Sus experiencias en el movimiento de la política verde de Estados Unidos contribuyeron a esa insatisfacción.

### ''Diez Valores clave" del Partido Verde Estadounidense

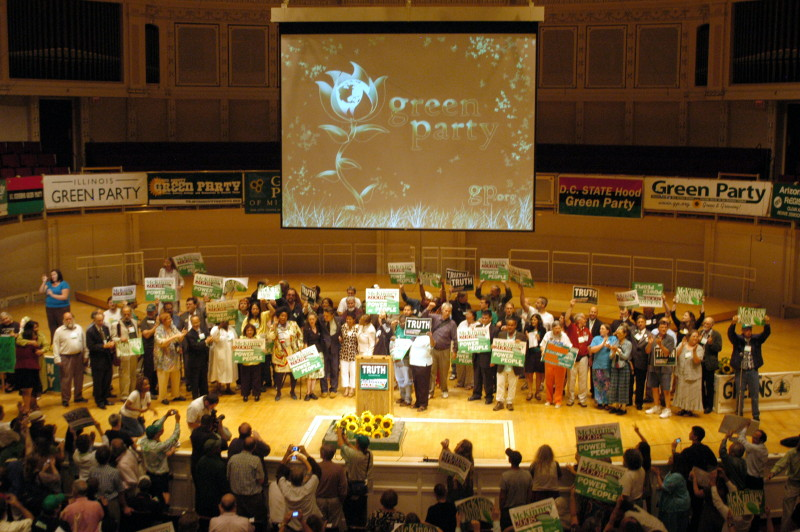
U.S. Green Party Convención política nacional, Chicago, 2008. Una declaración de Diez valores clave modificada sigue siendo parte de la plataforma verde.

A mediados de la década de 1980, los partidos verdes estaban incursionando en todo el mundo. Un lema de los Verdes de Alemania Occidental era: "No somos izquierdistas ni tenemos la razón, estamos adelante". Algunos observadores, especialmente el enlace del Partido Verde Británico, Sara Parkin, vieron a la Alianza del Nuevo Mundo y al boletín New Options como entidades Verdes. Otros vieron los primeros verdes como una expresión de la política de la Nueva Era. En 1984, Satin fue invitado a la reunión de fundación del movimiento de política verde de Estados Unidos y se convirtió en miembro fundador. La reunión lo eligió, junto con la teórica política Charlene Spretnak, para redactar su declaración política fundamental, "Diez valores clave". Algunos relatos reconocen a la futurista y activista Eleanor LeCain como redactora conjunta. Los redactores se basaron en las sugerencias registradas en un rotafolio durante una sesión de lluvia de ideas plenaria maratónica, así como en las sugerencias recibidas por Satin y Spretnak durante la reunión y por muchas semanas después.

La declaración original de "Diez valores clave" fue aprobada por el comité directivo nacional de los Verdes y publicada a fines de 1984. Los valores en la declaración original son: Sabiduría Ecológica, Democracia de Base, Responsabilidad Personal y Social, No Violencia, Descentralización, Economía Basada en la Comunidad , Valores Pospatriarcales, Respeto por la Diversidad, Responsabilidad Global y Enfoque Futuro. Un aspecto inusual, dicen muchos observadores, es la forma en que se describen los valores; en lugar de declaraciones llenas de "deberes" y "obligaciones", cada valor es seguido por una serie de preguntas abiertas. "Esa idea (...) vino de Mark Satin", le dijo Spretnak a la académica Greta Gaard en 1997. Su efecto, dice el sociólogo Paul Lichterman, era promover el diálogo y el pensamiento creativo en los grupos ecologistas locales a lo largo de los EE. UU.
La declaración de valores originales fue y sigue siendo, controvertida. John Rensenbrink, cofundador del Partido Verde de los Estados Unidos, la acredita para ayudar a unificar a los Verdes, que a menudo son polémicos. Sin embargo, Howie Hawkins, cofundador del partido, lo ve como una versión diluida, "espiritual" y "Nueva Era" de la declaración Four Pillars de los Verdes Alemanes. Greta Gaard dice que no pide la eliminación del capitalismo o el racismo. Al mirar 20 años antes, el activista ecologista Brian Tokar dijo "la voz de las preguntas (de los valores) originales es claramente personal ... y apunta a evitar conflictos fundamentales con las normas sociales y culturales de élite". Una lista "modificada" de los Diez valores clave se convirtió en parte de la plataforma política de los Estadounidenses Verdes. Sin embargo, todas las preguntas abiertas fueron reemplazadas por oraciones declaratorias y los Estadounidenses Verdes han pasado a ser considerados como un partido de la izquierda, en lugar de uno que no busca ser de izquierda ni de derecha.
El mismo Satin se volvió cada vez más crítico con los Verdes. Ofreció un discurso destacado en la reunión verde de Estados Unidos en 1987, instándolos a evitar la escritura hiper-detallada de la plataforma y otros proyectos, y se especializó en una cosa: dirigir personas para la oficina que respaldan los Diez valores clave. Pero el discurso no logró persuadir. Después de la reunión de Green en 1989, les instó a abandonar los temores de la era hippie sobre el dinero, la autoridad y el liderazgo. Después de la reunión de 1990 se quejó de "He sido puro antes", una alusión a su tiempo en la Alianza del Nuevo Mundo. Según Greta Gaard, luego renunció a los Verdes, pero lo reconoció como una pérdida: "Lo que sea que pueda pensar de sus batallas internas y perspectivas políticas, los verdes son mi gente. Sus elecciones de vida son mis elecciones de vida; mío." Dentro de un año de expresar esas palabras, detuvo el boletín informativo New Options y se postuló a la escuela de leyes.

## Políticas Centristas Radicales, 1990s - 2000s

### Periódico Radical Middle (Medio Radical)
Los 90 son recordados por muchos en Occidente como un momento de relativa prosperidad y satisfacción. Según algunos historiadores, la política visionaria parecía estar en declive. Sin embargo, incluso después de que Satin ingresó a la Facultad de Derecho de la Universidad de Nueva York en 1992, no expresó ningún deseo de abandonar su proyecto de ayudar a construir una ideología post-liberal y posmarxista. Admitió estar desilusionado de su enfoque. "Sabía que mis puntos de vista (y yo personalmente) me beneficiarían del compromiso con el mundo real del comercio y la ambición profesional", escribió.

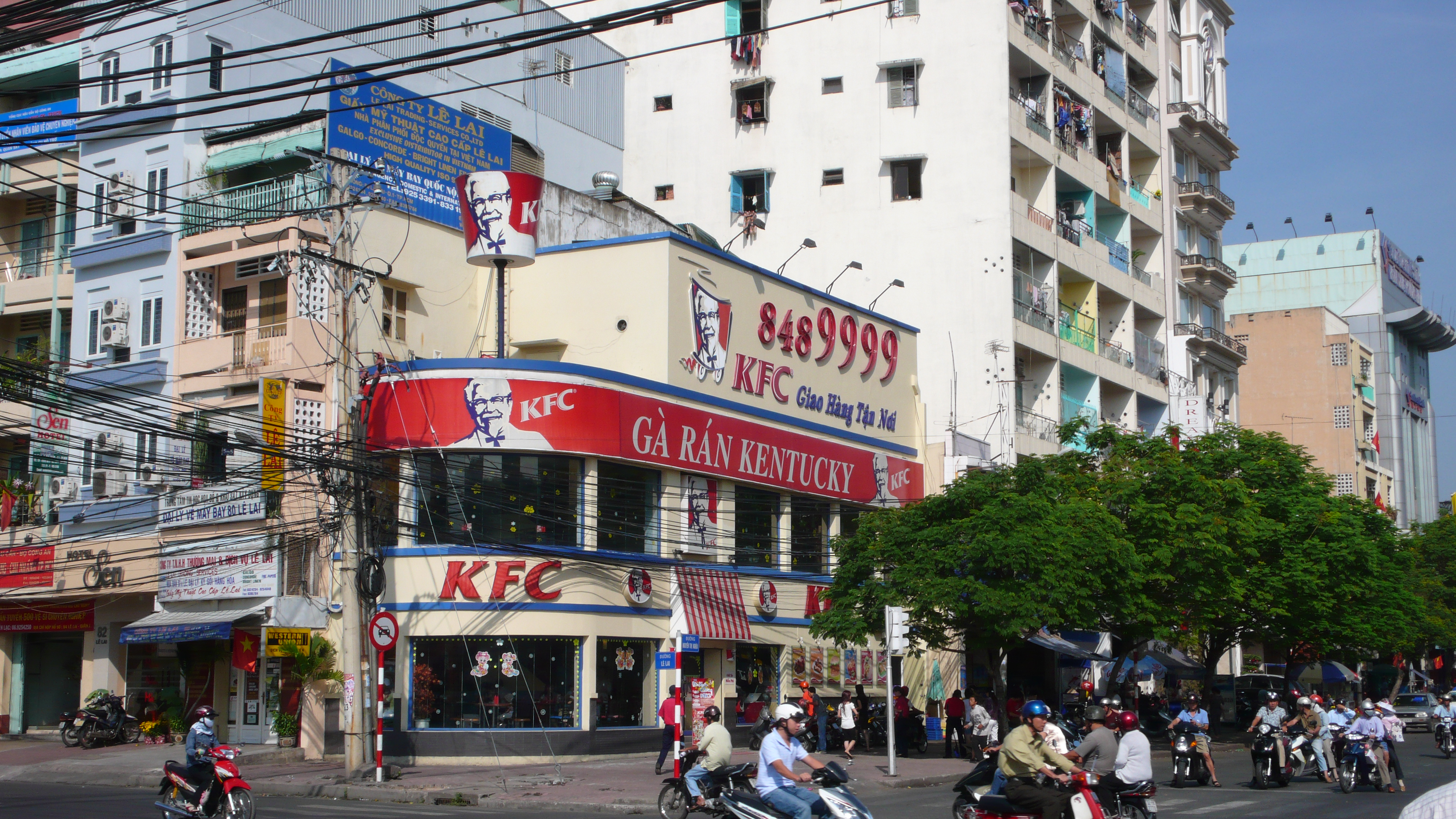
KFC en Vietnam. Satin's Radical Middle Newsletter vio la inversión estadounidense en el exterior como una "oportunidad de aprendizaje mutuo".

Después de graduarse en 1995, Satin trabajó para un bufete de abogados de Manhattan centrado en litigios comerciales complejos. También escribió sobre asuntos financieros y legales. No le desagradaba su trabajo, pero sentía que estaba "sonámbulo" porque no estaba haciendo lo que le gustaba, que era escribir sobre política visionaria. Con seis antiguos compañeros de clase de la facultad de derecho, comenzó a planear un boletín político que podría acomodar todo lo que estaba aprendiendo sobre negocios y derecho. En 1998 regresó a Washington D. C., para lanzar Radical Middle Newsletter (Periodico Medio Radical).
Como el título indica, intentó distanciarse de la política de la Nueva Era. Si el término "Nueva Era" sugiere utopismo, el término "centro radical" sugiere para Satin y otros, mantener al menos un pie firmemente en el suelo. Satin intentó abrazar la promesa pero también el equilibrio implicado por el término. Una historia característica se titula "Resistente al terrorismo y resistente a las causas del terrorismo". Otra historia característica intenta ir más allá de las posiciones polarizadas sobre la biotecnología. Otro argumenta que la actividad corporativa en el extranjero se puede ver mejor como inherentemente moral o intrínsecamente imperialista, sino como una "oportunidad de aprendizaje mutuo". La junta de asesores de Radical Middle Newsletter señaló la nueva dirección de Satin. Era políticamente diverso, y muchos de sus miembros buscaban promover el diálogo o la colaboración a través de divisiones ideológicas. A finales de 2004 incluía a John Avlon, Don Edward Beck, Jerry H. Bentley, Esther Dyson, Mark P. Painter, Shelley Alpern del Social Investment Forum, James Fallows de la New America Foundation, Jane Mansbridge de Harvard Kennedy School. , John D. Marks y Susan Collin Marks de Search for Common Ground, y William Ury, coautor de Getting to Yes.
Radical Middle Newsletter resultó polémico. Muchos respondieron positivamente a la nueva dirección de Satin. Un profesor de administración, por ejemplo, escribió que, a diferencia del anterior boletín de Satin, Radical Middle hablaba de "realidad". Los libros académicos comenzaron a citar el boletín. En un libro sobre globalización, Walter Truett Anderson dijo que Radical Middle "lleva la noticia alentadora de un grupo emergente con una voz diferente, una que es 'matizada, esperanzada, adulta' ... Es esencialmente una disposición para escuchar a ambos lados del argumento ". Pero a menudo se escucharon tres objeciones. Algunos críticos acusaron a Satin de propuestas de política equivocadas, como cuando el estudioso de paz Michael N. Nagler escribió que el artículo "alabando la intervención militar humanitaria como el 'movimiento de paz' de nuestro tiempo, es nada menos que un insulto ... a la paz real movimiento "énfasis en el original". Otros críticos acusaron a Satin de abandonar su antiguo distrito electoral, como cuando el autor y exasesor de New Options David Korten lo reprendió por elegir conscientemente el pragmatismo sobre el idealismo. También hubo acusaciones de elitismo, como cuando el editor ejecutivo de Yes! La revista dijo que Satin era partidario de la globalización porque apelaba a sus intereses y a los de sus "colegas de la facultad de leyes".
New Options Newsletter se basó en las teorías expuestas en New Age Politics. Pero el enfoque de Satin a su proyecto medio radical fue ecléctico y experimental. Su contribución a la teoría política centrista radical, el libro Radical Middle, no se publicó hasta 2004, el sexto año del boletín. Hasta entonces, el único vistazo que dio Satin de su visión más amplia apareció en un artículo que escribió para una revista académica.

### Radical Middle: The Politics The Need Now (Medio Radical: Las Politicas que Necesitamos Ahora)
El libro de Satin Radical Middle: The Politics We Need Now (Medio Radical: Las Politicas que Necesitamos Ahora), publicado por Westview Press and Basic Books en 2004, intenta presentar el centrismo radical como una ideología política. Es considerado uno de los dos o tres libros "más persuasivos" o más representativos sobre el tema, y recibió el "Premio al Mejor Libro" de 2003 y 2004 de la Sección de Política Ecológica y Transformacional de la Asociación Estadounidense de Ciencias Políticas. También generó, como todas las obras de Satin, críticas y controversias.

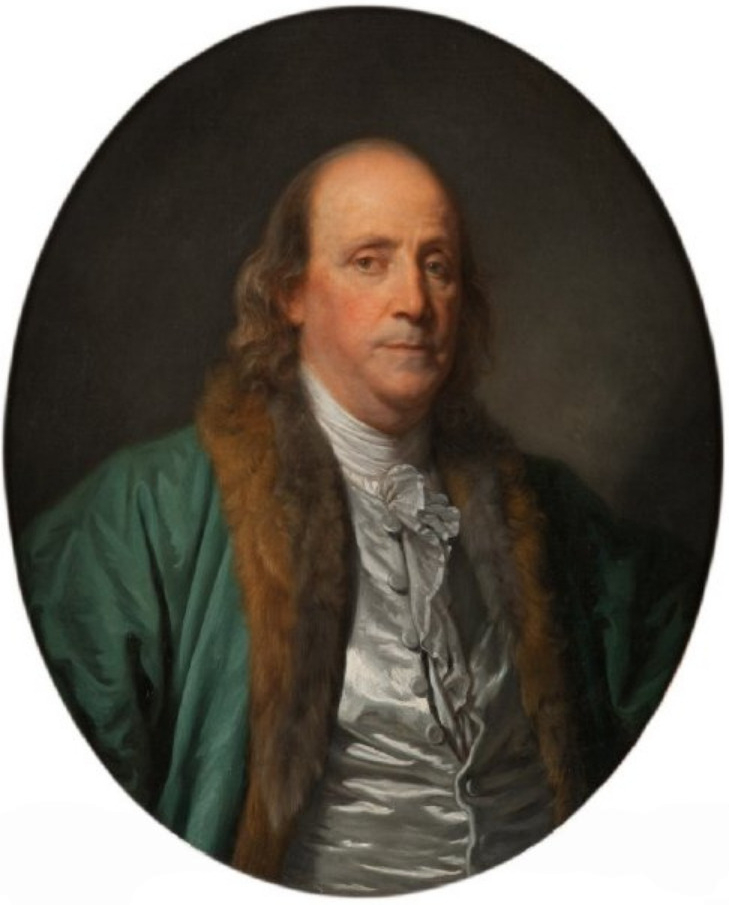
Benjamin Franklin (1706–1790). Satin lo llama el Padre Fundador favorito del medio radical por su inclinación a "pedir prestado creativamente" a todos.

Satin presenta a Radical Middle como una versión revisada y evolucionada de su libro New Age Politics, más que como un rechazo de la misma. Algunos observadores siempre lo habían visto como un centrista radical. Ya en 1980, la autora Marilyn Ferguson lo identificó como parte de lo que ella llamó el "Centro Radical". En 1987, la crítica de cultura Annie Gottlieb dijo que Satin estaba tratando de impulsar a la Nueva Era y a la Nueva Izquierda a evolucionar hacia un "Nuevo Centro". Pero las revisiones que Satin presenta son sustanciales. En lugar de definir la política como un medio para crear la sociedad ideal, como lo hizo en New Age Politics, define la política media radical como "idealismo sin ilusiones": más creativa y orientada al futuro que la política de costumbre, pero dispuesta a enfrentar "los hechos duros sobre el terreno". En lugar de argumentar que el cambio será provocado por una tercera fuerza, dice que la mayoría de los estadounidenses ya son radicales en el medio: "somos personas muy prácticas, y también somos muy idealistas y visionarios".
Aunque Satin argumenta en New Age Politics que los estadounidenses necesitan cambiar su conciencia y descentralizar sus instituciones, en Radical Middle dice que pueden construir una buena sociedad si se adopta y vive según cuatro valores clave: maximicen las elecciones para todos los estadounidenses, otorguen a todos los estadounidenses buen comienzo, maximice el potencial humano de todos los estadounidenses y ayude a los pueblos del mundo en desarrollo. En lugar de encontrar esos valores en los escritos de los teóricos contemporáneos, Satin dice que son solo nuevas versiones de los valores que inspiraron a los revolucionarios estadounidenses del siglo XVIII: libertad, igualdad, búsqueda de la felicidad y fraternidad, respectivamente. Él llama a Benjamin Franklin el padre fundador favorito del medio radical, y dice que Franklin "quería que inventemos una política estadounidense única que sirviera a la gente común al tomar decisiones creativas desde todos los puntos de vista".

En New Age Politics, Satin elige no enfocarse en los detalles de la política pública. En Radical Middle, sin embargo, Satin desarrolla una gran cantidad de propuestas de políticas enraizadas en los cuatro valores clave. (Entre ellos: acceso universal a seguro de salud preventivo privado, acción afirmativa basada en la clase en lugar de raza, servicio nacional obligatorio y apertura de mercados estadounidenses a más productos de naciones pobres). En New Age Politics, Satin apela a "la vida", orientando a las personas a convertirse en activistas radicales para una sociedad de la Nueva Era. En Radical Middle, Satin hace un llamado a las personas de todas las tendencias políticas para que trabajen desde dentro para un cambio social congruente con los cuatro valores clave.
La propuesta de servicio nacional obligatorio de Satin obtuvo una gran cobertura mediática, en parte debido a su condición de borrador de rechazo. Satin sostiene que un borrador podría funcionar en los Estados Unidos si se aplicara a todos los jóvenes, sin excepción, y si les diera a todos la posibilidad de elegir cómo servirían. Él propone tres opciones de servicio: militares (con generosos beneficios), seguridad nacional (a salarios prevalecientes) y cuidado comunitario (con salarios de subsistencia). En la radio de la Voz de América, Satin presentó su propuesta como un empate a partes iguales de lo mejor de la izquierda y la derecha. En la Radio Pública Nacional, hizo hincapié en su imparcialidad.
Radical Middle provoca tres tipos de respuestas: escéptico, pragmático y visionario. Los encuestados escépticos tienden a considerar que las propuestas políticas de Satin, más allá de la izquierda y la derecha, son poco realistas y arrogantes. Por ejemplo, el escritor político Charles R. Morris dice "Las panaceas de Satin" se hacen eco de la "extravagancia y la arrogante confianza en sí mismo ... en la confianza del cerebro de Roosevelt, o en la de John F. Kennedy". De manera similar, el director de política del Consejo de Liderazgo Democrático dice que el libro de Satin "finalmente lo coloca en la sólida tradición de reformadores estadounidenses 'idealistas' que piensan que las personas inteligentes y de principios sin restricciones políticas pueden cambiarlo todo".
Los observadores pragmáticos tienden a aplaudir la disposición de Satin de tomar prestadas buenas ideas de la izquierda y derecha. Pero estos encuestados suelen sentirse más atraídos por Satin como defensor de las políticas -o como contrapeso de militantes partidistas como Ann Coulter- que por él como teórico político. Por ejemplo, Robert Olson de la Sociedad Mundial del Futuro, advierte a Satin que no debe presentar al medio radical como una nueva ideología.

Los encuestados visionarios generalmente aprecian el trabajo de Satin como defensor de políticas. Pero también lo ven como alguien que intenta algo más raro y según el escritor espiritual Carter Phipps, más rico: elevar la política a un nivel superior al sintetizar las verdades de todas las ideologías políticas. La autora Corinne McLaughlin identifica a Satin como uno de los que crean una ideología sobre las ideologías. Ella lo cita:
Venir con una solución no es una cuestión de adoptar creencias políticas correctas. Es más bien, una cuestión de aprender a escuchar -en realidad, escuchar- a todos en el círculo de la humanidad y tener en cuenta sus ideas. Para todos, tiene una perspectiva verdadera y única en general. Muchos años atrás, la pregunta candente fue: ¿Qué tan radical eres? Con suerte, algún día la pregunta será: ¿cuánto puedes sintetizar? ¿Cuánto te atreves a tomar?

## Vida Póstuma
La vida cambió para Satin después de escribir y publicar su libro Radical Middle. En 2006, a la edad de 60 años se mudó de Washington D. C., al área de la bahía de San Francisco para reconciliarse con su padre, del que se había distanciado durante 40 años. "Con la perspectiva del tiempo y la experiencia", le dijo Satin a un reportero, "puedo ver que (mi padre) y yo no hemos ido juntos a almorzar". Más tarde ese año, Satin descubrió a su único compañero de vida. Él lo describe como "no es un accidente".
En 2009, Satin reveló que estaba perdiendo la vista como resultado de edema macular y retinopatía diabética. Dejó de producir Radical Middle Newsletter, pero expresó su deseo de escribir un libro político final. De 2009 a 2011, presentó ocasionalmente conferencias invitadas sobre "vida e ideologías políticas" en clases de estudios de paz en la Universidad de California, Berkeley. En 2015 ayudó a producir una "Edición del 40º aniversario" de su libro New Age Politics, y en 2017 ayudó a producir una edición del 50.º aniversario de su Manual para Manual para Inmigrantes en Edad de Reclutamiento.

## Asignatura
Mark Satin ha sido una figura pública polémica desde la corta edad de 20 años. Las evaluaciones de su importancia varían ampliamente.

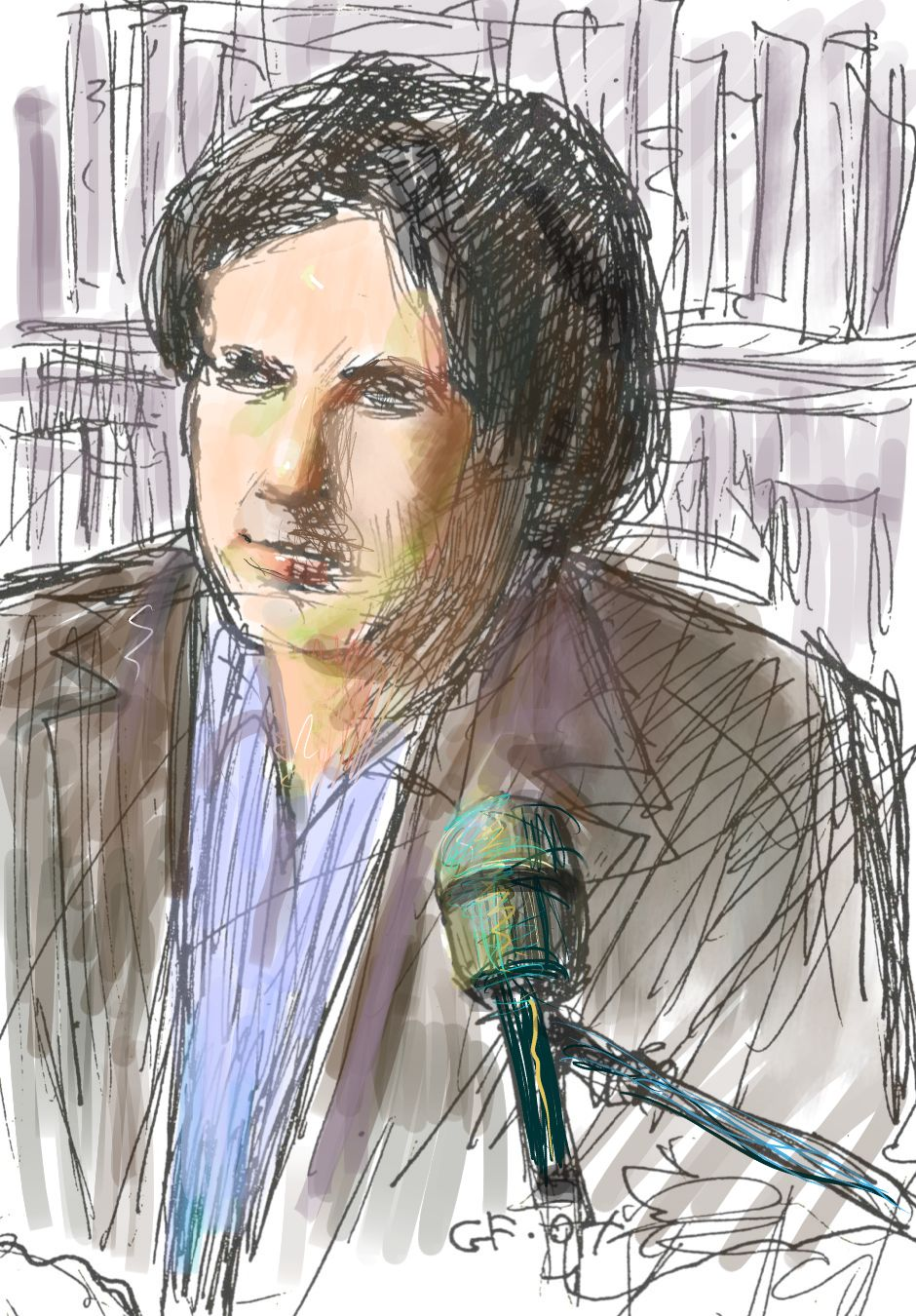
Satin defendiendo sus puntos de vista en una librería en Seattle, 2004. (Dibujo de Gary Faigin).

Algunos observadores lo ven como una figura ejemplar. David Armstrong, por ejemplo, en su estudio del periodismo independiente estadounidense, presenta a Satin como una encarnación del "espíritu de hágalo usted mismo" que hace posible una prensa independiente. Los futuristas Jessica Lipnack y Jeffrey Stamps interpretan a Satin como un "networker" pionero que pasó dos años en el autobús en los EE. UU. En un intento de conectar a pensadores y activistas de ideas afines. Marilyn Ferguson, autora de The Aquarian Conspiracy, dice que al participar en una serie de experimentos personales y políticos de por vida con pocos recursos, Satin interpreta el papel del santo "tonto" de su tiempo.
Otros observadores subrayan la frescura de la visión política de Satin. Los científicos sociales Paul Ray y Sherry Anderson, por ejemplo, argumentan que Satin anticipó las perspectivas de los movimientos sociales del siglo XXI mejor que casi nadie. El psicólogo humanista John Amodeo dice que Satin es uno de los pocos teóricos políticos que comprende la conexión entre el crecimiento personal y el cambio político constructivo. La ecofeminista Greta Gaard afirma que Satin "jugó un papel importante para facilitar la articulación del pensamiento político verde". El analista de políticas Michael Edwards ve a Satin como un pensador transpartidista pionero. La investigadora de paz Hanna Newcombe encuentra una dimensión espiritual en la política de Satin. La corta lista de transformadores "no académicos" del científico político Christa Slaton está compuesta por Alvin y Heidi Toffler, Fritjof Capra, Marilyn Ferguson, Hazel Henderson, Betty Friedan, E. F. Schumacher, John Naisbitt y Mark Satin.
Algunos ven a Satin como un ejemplo clásico del perpetuo rebelde y rastrean la causa hasta sus primeros años. Por ejemplo, el autor Roger Neville Williams se centra en la dureza y la "rectitud paternalista" de los padres de Satin. El novelista Dan Wakefield escribiendo en The Atlantic, dice que Satin creció en una pequeña ciudad en el norte de Minnesota como Bob Dylan, pero que no tenía una guitarra con la que expresarse. Según el historiador Frank Kusch, las semillas de la rebelión se plantaron cuando los padres de Satin lo trasladaron a la edad de 16 años, desde Minnesota liberal a Texas, todavía segregado.
Aunque muchos observadores alaban o están intrigados por Satin, muchos lo encuentran consternado. El periodista George Fetherling, por ejemplo, lo recuerda como un sabueso publicitario. El crítico literario Dennis Duffy lo llama incapaz de aprender de sus experiencias. El activista del Partido Verde Howie Hawkins lo ve como "virulentamente anti-izquierda". The Washington Monthly lo describió en sus 50 años como un antiguo "gurú" de New Age, y Commonweal compara leerlo con escuchar fragmentos de vidrio rechinar contra una pizarra.
Otros observadores ven a Satin como una figura emocionalmente herida. Por ejemplo, el historiador Pierre Berton lo llama "un trotamundos" y dice que hizo autostop en Canadá 16 veces. La crítica cultural Annie Gottlieb, que atribuye las heridas de Satin a su lucha contra la guerra de Vietnam, señala que incluso como exitoso editor de boletines en Washington D. C., se pagó el salario de un monje.
Las principales críticas sustantivas a la obra de Satin se han mantenido constantes a lo largo del tiempo. Sus ideas a veces se dicen superficiales; se caracterizaron por ser infantiles en la década de 1960, ingenuos en la década de 1970, poco razonados en los años ochenta y noventa, y demasiado simples en la década de 2000. Sus ideas también se han visto ocasionalmente como no políticamente serias, o como no políticas en el sentido de no ser capaces de desafiar las estructuras de poder existentes. Se dice a veces que su trabajo está tomado en gran parte de otros, una acusación que surgió por primera vez con respecto a su borrador de manual de dodger, y fue repetida en mayor o menor grado por los críticos de sus libros sobre la política de la Nueva Era y el centrismo radical.

A Satin se le critica desde hace tiempo por mezclar puntos de vista de diferentes partes de su odisea política. En la década de 1970, por ejemplo, el editor de Toronto Star, Robert Nielsen, argumentó que el pacifismo izquierdista de Satin deforma su visión de la Nueva Era. Tres décadas más tarde, el analista de política pública Gadi Dechter argumentó que la emotividad y la impracticabilidad de la Nueva Era de Satin embotaron su mensaje centrista radical. A los 58 años, Satin sugirió que su mensaje no podía entenderse sin apreciar todos los aspectos de su viaje personal y político:
De mis años de la Nueva Izquierda, me encantaba la lucha política. A partir de mis años de la Nueva Era, me convencí que la política debe ser más que una lucha interminable: que los seres humanos somos responsables en buscar la reconciliación y la curación y soluciones mutuamente aceptables. Desde mi tiempo en la profesión legal entendí (y no es poca cosa) que la sinceridad y la pasión no son suficientes, que para ser realmente eficaz en el mundo, uno debe ser creíble y experto ...
Muchos estadounidenses viven vidas complicadas ahora: pocos de nosotros hemos pasado la vida en línea recta. Creo que muchos de nosotros nos beneficiaríamos de tratar de recopilar y sintetizar las lecciones políticas difíciles que hemos aprendido a lo largo de nuestras vida

## Publicaciones

### Libros
- Radical Middle: The Politics We Need Now, Basic Books, 2004, orig. Westview Press, 2004. ISBN 978-0-8133-4190-3. Ideas centrales radicales presentadas como una ideología política integrada.
- New Options for America: The Second American Experiment Has Begun, foreword by Marilyn Ferguson, The Press at California State University / Southern Illinois University Press, 1991. ISBN 978-0-8093-1794-3. 25 historias del periódico de Satin, New Option.
- New Age Politics: Healing Self and Society, Delta Books / Dell Publishing Co., 1979. ISBN 978-0-440-55700-5. Políticas de la Nueva Era fue presentada como una ideología política integrada.[nb 8]
- Confessions of a Young Exile, Gage Publishing Co. / Macmillan of Canada, 1976. ISBN 978-0-7715-9954-5. Memoria cubriendo los años 1964–66.
- Manual for Draft-Age Immigrants to Canada, House of Anansi Press, 1968. OCLC 467238. OCLC retrieved December 13, 2013.[nb 22] Manual de como vivir como un inmigrante en Canadá.

### Periódicos
- Radical Middle Newsletter, 120 ediciones, 1999–2009. ISSN 1535-3583. Originalmente como copia dura, ahora encontrado en su totalidad en línea. Newsletter retrieved April 17, 2011, ISSN retrieved September 28, 2011.
- New Options Newsletter, 75 ediciones, 1984–1992. ISSN 0890-1619. Originalmente como copia dura, ahora puede ser encontrado en línea. Newsletter retrieved October 18, 2014, ISSN retrieved September 28, 2011.

### Artículos Seleccionados y Entrevistas
- "Godfrey and Me", House of Anansi Press website, June 14, 2017. Como Satin convenció Anasi en publicar su Manual para Inmigrantes en Edad de Reclutamiento en Canadá. Retrieved October 23, 2017.
- "The New Age 40 Years Later", The Huffington Post, April 25, 2016. Entrevista por Rick Heller de la Comunidad Comunista de Harvard. Retrieved July 16, 2016.
- "The Three Committees", Civil Rights Movement Veterans website, "Movement Veterans" section, "Our Stories" sub-section, 2015. Website hosted by Tougaloo College. Semi-autobiographical short story about being an estranged Student Nonviolent Coordinating Committee volunteer in Mississippi in 1965. Retrieved December 30, 2016.
- "Mark Satin on the Politics of the Radical Middle", National Public Radio audiotape, July 9, 2004. Interview by Tony Cox for The Tavis Smiley Show. Retrieved April 17, 2011.
- "Where's the Juice?", The Responsive Community, vol. 12, no. 4 (2002), pp. 70–75. Critical review of Ted Halstead and Michael Lind's book The Radical Center. Retrieved April 17, 2011
- "Law and Psychology: A Movement Whose Time Has Come", Annual Survey of American Law, vol. 51, no. 4 (1994), pp. 583–631. Early argument for what is now called "therapeutic jurisprudence".
- "20th Anniversary Rendezvous: Mark Satin", Whole Earth Review, issue no. 61, winter 1988, p. 107. Interview by Kevin Kelly.
- "Do-It-Yourself Government", Esquire, April 1983, pp. 126–28. Early attempt to present New Age political ideas as pragmatic and centrist

### Satin y el neopacifismo
- Vietnam War Resisters in Canada. Essays, memoirs, and documents. Includes material on Satin's Manual for Draft-Age Immigrants to Canada. Retrieved April 17, 2011.
- Toronto Anti-Draft Programme. History site. Includes excerpts from news articles about TADP, excerpts from letters to TADP, and an essay by Satin from 2014. Retrieved June 29, 2014.
- Civil Rights Movement Veterans. Essays, "testimony," and documents. Satin's contribution is here . Retrieved April 17, 2011.
- Mark Satin Papers, in the Thomas Fisher Rare Book Library at University of Toronto. Correspondence, documents, and other materials related to Satin's time at the Toronto Anti-Draft Programme and his subsequent activities in Canada, through 1978. Retrieved October 17, 2012.

### Satin y las Políticas de la Nueva Era
- New World Alliance. History page. Includes media excerpts and links to brochure and "Transformation Platform". Retrieved April 30, 2014.
- Context Institute: Introduction to In Context. Satin was a founding advisor to editor Robert Gilman's In Context quarterly from 1983–1992. Retrieved August 12, 2017.
- The Other Economic Summit. Satin was an advisor to the U.S. board of this U.K.-based activist group from 1987–1992. Retrieved August 12, 2017.
- Green Party of California. Green politics with the original Spretnak-Satin "Ten Key Values" statement largely intact. Retrieved January 7, 2012.
- New World Alliance and New Options: Correspondence Files, 1977–1992, in the Contemporary Culture Collection at Temple University Libraries. Includes over 4,000 letters to Satin's New Options Newsletter. Retrieved January 4, 2012.
- Mark Satin Papers, 1973–1992, in the Joseph A. Labadie Collection at Hatcher Library, University of Michigan. Correspondence, personal memoir, and other materials pertaining to New Age Politics and the New Age portion of Satin's life. Retrieved January 4, 2013.

### Satin y el Centrismo Radical
- Mark Satin's website. Features selected Radical Middle Newsletter articles from 1999–2009. Retrieved April 17, 2011.
- The Future 500. Satin was a senior fellow here from 2010–2011. Retrieved September 5, 2011.
- We the People Declaration: A Call for Dialogue Archivado el 23 de enero de 2015 en Wayback Machine.. Created by Satin and 21 politically diverse others (including Tom Atlee, Bob Barr, David Keene, and Joseph F. McCormick) in 2004. Reproduced on the National Coalition for Dialogue & Deliberation website. Retrieved January 22, 2015.
- John Vasconcellos obituary. Satin was a founding advisor to California politician John Vasconcellos's "Politics of Trust Network" from 2002–2009. Retrieved January 3, 2016.
- Mark Satin Papers, 1993–2009, in the Joseph A. Labadie Collection at Hatcher Library, University of Michigan. Correspondence and documents, public and private, covering the "radical middle" portion of Satin's life. Retrieved January 4, 2013.

- Datos: Q6769592
- Multimedia: Mark Satin / Q6769592